# محمد فرح
محمد فرح (بالإنجليزية: Mo Farah) أو محمد فارح (مواليد 23 آذار/مارس 1983، مقديشو، الصومال) هو لاعب ألعاب قوى دولي بريطاني صومالي.

## مسيرته
ينتمي إلى عشيرة محمد جبريل (دريحان) من عشيرة جبريل أبو قور الفرعيّة. وهو ينحدر من منطقة غابيلي. قدم محمد مع عائلته إلى بريطانيا سنة 1993 وعمره 8 سنوات طلبا في اللجوء السياسي، بسبب الحرب الأهلية في الصومال.

### لندن 2012
في أولمبياد لندن 2012 شارك في سباق 10000 متر وفاز بالميدالية الذهبية بعد أن قطع السباق في 27 دقيقة و30.42 ثانية. وأصبح بذلك أول عداء يفوز بهذا السباق على أرضه. حيث أنه منذ أن توج الإيطالي البرتو كوفا بطلا أولمبياد 1984، احتكر السباق في النسخات الاربع الأخيرة الأثيوبيين هايلي جبريسيلاسي ومواطنه كينينيسا بيكيلي، الذي حل رابعا بعد محمد فرح.

## وصلات خارجية
- الموقع الرسمي
- محمد فرح على موقع الاتحاد الدولي لألعاب القوى (الإنجليزية)
- محمد فرح على موقع ThePowerOf10.info (الإنجليزية)
- محمد فرح على موقع الدوري الماسي (الإنجليزية)
- محمد فرح على موقع رابطة إحصائيات سباق الطريق (الإنجليزية)
- محمد فرح على موقع اللجنة الأولمبية الدولية (الإنجليزية)
- محمد فرح على موقع أوليمبيديا (الإنجليزية)
- محمد فرح على موقع اللجنة الأولمبية البريطانية (الإنجليزية)
- محمد فرح على موقع اتحاد ألعاب الكومنولث (مؤرشف) (الإنجليزية)
- نبذة عن محمد فرح  على فريبيس